# Pino Caruso
Pino Caruso, all'anagrafe Giuseppe Caruso (Palermo, 12 ottobre 1934 – Roma, 7 marzo 2019), è stato un attore, scrittore e cabarettista italiano.

## Biografia

### Tra teatro e televisione

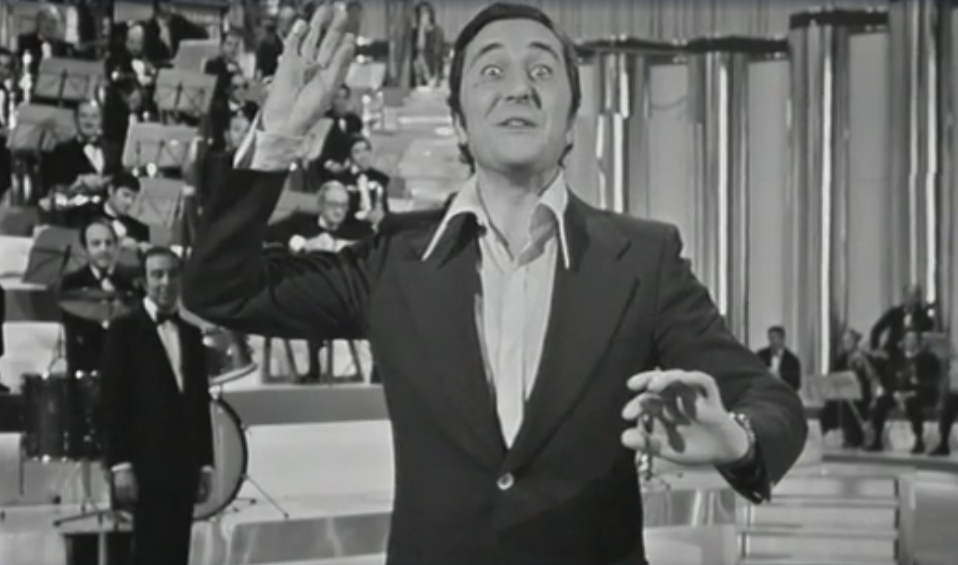
Pino Caruso ospite di Canzonissima 1971

Nato in una famiglia di umili origini, inizia in Sicilia come attore drammatico, debuttando al Piccolo Teatro di Palermo il 16 marzo 1957 con un breve ruolo ne Il giuoco delle parti di Luigi Pirandello. Un anno dopo, per il Teatro Massimo di Palermo, interpreta un ruolo recitante ne Il flauto magico di Wolfgang Amadeus Mozart. Nel 1963 è scritturato dal Teatro Stabile di Catania.
Nel 1965 si trasferisce a Roma e passa al cabaret Il Bagaglino (1965-1967). Nel 1967 sempre per il Bagaglino debutta al Teatro Nuovo di Milano con lo spettacolo Pane al Pino e Pino al Pino di Castellacci e Pingitore. Nel 1968 la Rai battezza la prima delle sue numerose apparizioni televisive, scritturandolo per la trasmissione di varietà Che domenica amici, per la quale tiene una rubrica settimanale: "Diario siculo". Seguono, tra le altre, Gli amici della domenica (1970), Canzonissima (1971), Teatro 10 (1971-1972), e Dove sta Zazà di Castellani, Pingitore e Falqui (1973). Nel 1975 partecipa a Mazzabubù (Rai Uno), sempre di Castellani e Pingitore, per la regia di Falqui, in cui presenta "Venga a prendere un caffè da noi", monologo satirico sulla mafia che gli regala particolare popolarità. Caruso è inoltre tra i primi artisti ad affermare la lingua siciliana alla televisione italiana e in alcuni spot pubblicitari.
Nel 1977, sempre per la Rai, è protagonista di Caruso al cabaret, uno speciale a lui dedicato, ed è ospite a Portobello.
Nel 1979 è protagonista con Ornella Vanoni di Due come noi, testi di Guardì, Di Pisa, Falqui e dello stesso Caruso per la regia di Falqui. Viene eletto Segretario a titolo gratuito del sindacato attori italiani (SAI), col quale si impegna sulla questione dei finanziamenti pubblici e per la recitazione in "presa diretta". Durante la sua gestione nasce l'IMAIE.

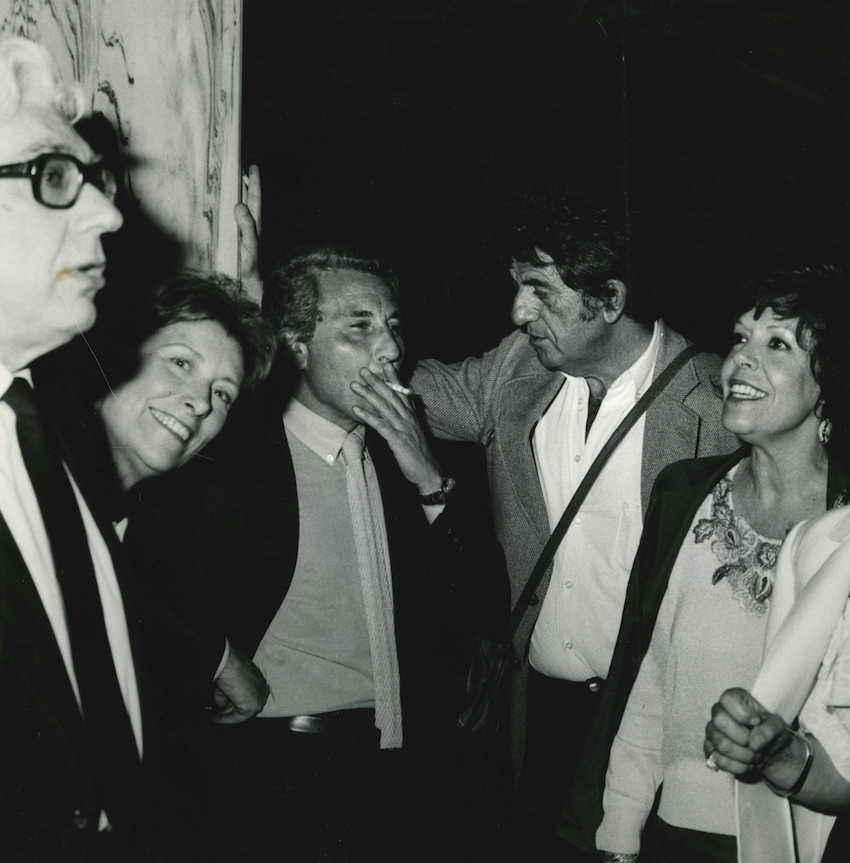
Casa Silori a Roma, viale Gorizia. Da sinistra si riconoscono: Luigi Silori, Daisy Silori, Pino Caruso, Nanni Loy, Marilisa Ferzetti (moglie di Pino Caruso) in una foto scattata nel 1978.

Nel 1981 è protagonista insieme a Milva di Palcoscenico, regia di Antonello Falqui. Nel 1982 è protagonista e autore dei testi di Che si beve stasera? (Rai 2), per la regia di Paolo Poeti. Nel 1983 scrive e dirige per Rai Tre Lei è colpevole, si fidi (da un'idea di Vittorio Sindoni), un film satirico sul caso Enzo Tortora e sulla cattiva giustizia, interpretato oltre che dallo stesso Caruso, da Renzo Arbore, Oreste Lionello, Enrico Montesano, Gigi Proietti, e Luciano Salce, tutti nei panni di se stessi. L'anno seguente è ospite a Fantastico (1984) e diviene ospite fisso di Domenica in, al fianco di Pippo Baudo prima e Raffaella Carrà poi, sino alla stagione 1986-1987; per quest'ultima partecipazione viene premiato con il Premio Regia Televisiva.
Nel frattempo continua l'impegno teatrale, interpretando Il don Giovanni involontario di Vitaliano Brancati per il Teatro Stabile di Catania, mentre dal 1970 fino agli anni novanta gira per varie stagioni l'Italia con due spettacoli che lo vedono anche autore dei testi, Conversazione di un uomo comune, e La questione settentrionale. Sempre in ambito teatrale, dirige I love you al Teatro dell'Orologio di Roma.
Dal 1988 al 1990 scrive e cura per il TG2 la rubrica televisiva di satira politica e di costume L'asterisco. Nel 1989 si dimette da segretario del SAI per tornare a tempo pieno al suo lavoro d'attore. Lo stesso anno, al fianco di Gigi Proietti e Anna Carlucci, presenta la serata inaugurale del Festival di Venezia, di cui cura anche i collegamenti giornalieri con il TG2.
Nel 1990 su Rai Due presenta assieme a Claudia Mori il programma musicale Dudu dudù. Nella stagione 1995-1996 è conduttore per il circuito Cinquestelle della rubrica settimanale Il ballottaggio.
Dal 1995 al 1997, su nomina del sindaco Leoluca Orlando, Caruso progetta e dirige Palermo di scena, manifestazione d'arte e spettacoli. In tale occasione Caruso rinnova il tradizionale Festino di Santa Rosalia, trasformandolo in rappresentazione teatrale, itinerante, a tutti gli effetti. Nel 2001 il commissario straordinario Ettore Serio richiama Caruso a ripeterne l'esperienza.
Dal 1997 al 1999 è opinionista in Domani è un altro giorno di Alda D'Eusanio.
A partire dal 2002 è tra i protagonisti della fiction Carabinieri Canale 5 per due stagioni, interpretando il maresciallo Giuseppe Capello, uscendo di scena andando poi in pensione. Nel 2003 è protagonista del Tutto per bene di Luigi Pirandello e nel 2004 de Le Vespe di Aristofane, al Teatro Greco di Siracusa. Interpreta inoltre il mafioso nel film tv L'onore e il rispetto di Salvatore Samperi; il prete nel film La matassa di Ficarra e Picone e Giambattista Avellino.
Nel 2009 interpreta il monologo La voce dei vinti e, per il Teatro Stabile di Palermo, con la coproduzione del Teatro Stabile di Catania, interpreta, curandone anche la regia, il monologo spettacolo Mi chiamo Antonio Calderone, di Dacia Maraini, tratto dal libro di Pino Arlacchi Gli uomini del disonore. Nel 2010 Pino Caruso è il protagonista de Il berretto a sonagli (regia G. Dipasquale) ottenendo grande successo di pubblico e di critica. Nel 2012, cura una versione drammatica del Pinocchio di Collodi, e dal 2014 bissa il successo de Il berretto a sonagli riadattando il pirandelliano Non si sa come per il Teatro Biondo.

### La scrittura
Pino Caruso a partire dal 1969 ha scritto numerosi libri, spaziando tra vari generi. Si segnalano, in particolare la raccolta di poesie Il silenzio dell'ultima notte (editore Flaccovio), e la raccolta di aforismi, storie e ragionamenti Appartengo a una generazione che deve ancora nascere, edito da Rai-Eri-mondadori- già alla seconda ristampa dopo il successo della prima.
Il suo libro L'uomo comune (editore Marsilio) ha vinto la Palma d'oro al Salone Internazionale del Libro di Bordighera. Nel 2017 escono "Se si scopre che sono onesto, nessuno si fiderà più di me" e "Il senso dell'umorismo è l'espressione più alta della serietà" (Alpes editore). Raccolte di "Aforismi, riflessioni, storie, persone, personaggi e ragionamenti sullo stato attuale del mondo".

### Il cinema
Sia per il grande che per il piccolo schermo ha all'attivo circa 30 film, dei quali tre di produzione francese.
Fa il suo esordio sul grande schermo nel 1968 con il musicarello La più bella coppia del mondo, e salvo poche eccezioni, pur avendo spesso ruoli di rilievo è di rado protagonista assoluto.
Sue interpretazioni più significative probabilmente il don Cirillo di Malizia, l'ironico commissario De Palma di La donna della domenica, e un umanissimo sacerdote in La matassa di Ficarra e Picone.
Nel 1977 dirige se stesso nel film Ride bene chi ride ultimo, nell'episodio Sedotto e violentato.
Saltuariamente è stato anche doppiatore.

### Attività sindacale, politica e giornalistica
Parallelamente alla professione di attore, Pino Causo ha svolto attività sia sindacale che politica.
In particolare nel 1979 è stato segretario del Sindacato attori italiani e come tale si è impegnato per il riconoscimento della recitazione in presa diretta, in modo da garantire il rispetto del rapporto “voce/volto” (a un attore deve corrispondere la propria voce, senza doppiaggi).
Caruso ha anche militato nelle file del Partito Socialista Italiano. In occasione delle elezioni politiche del 1972 uscì un disco che reca sul lato A un suo monologo, Basta con la libertà, in cui, dopo un inizio in chiave paradossalmente conservatrice contro scioperi, manifestazioni e disordine, invita a votare PSI, in quanto partito della libertà. Teneva una rubrica periodica sul quotidiano Avanti!, organo ufficiale del PSI.
A partire dal 1976 Caruso ha inoltre collaborato periodicamente a giornali e riviste, tenendo delle rubriche fisse tra gli altri per i quotidiani Il Mattino, Il Messaggero, Paese Sera, Avanti!, L'Unità e La Sicilia.

### Vita privata
Caruso era sposato con l'attrice Marilisa Ferzetti (sorella dell'attore Gabriele Ferzetti) e ha adottato suo figlio, Francesco Caruso Cardelli, nato dal suo primo matrimonio con il Notaio Giandomenico Cardelli. Si è sempre dichiarato vegetariano. Era un tifoso del Palermo.

### Morte
È morto a Roma il 7 marzo 2019, all'età di 84 anni, dopo una lunga malattia.

## Teatro
- 1996 - Conversazione di un uomo comune, autore e protagonista, regia di Franca Valeri
- 1997 - Retablo di Vincenzo Consolo, protagonista, regia di Maurizio Scaparro
- 1998 - Conversazione di un uomo comune, nuova versione, autore, regista e protagonista
- 1999 - L'ultimo Puccini di Francesca Taormina, protagonista, regia di Giovanni De Feudis
- 2001 - Magaria (favola di Andrea Camilleri), voce recitante
- 2003 - Tutto per bene di Luigi Pirandello, protagonista, regia di Gino Zampieri
- 2004 - Quel pezzetto di cielo (Anna Frank raccontata dal padre), protagonista, regia Giovanni De Feudis
- 2004 - Le vespe di Aristofane, protagonista, Regia Renato Giordano, Teatro Greco di Siracusa
- 2004 - Il mais assassino, monologo, autore e protagonista, Teatro Sala Umberto di Roma
- 2005 - Tra la città e il teatro di Ficarra e Picone, Teatro Massimo, Palermo
- 2007 - Todo modo, versione teatrale di Matteo Collura del romanzo Todo modo di Leonardo Sciascia, protagonista, regia di Maurizio Marchetti, Messina
- 2008 - Caruso interpreta Buttitta, protagonista, Teatro Stabile di Palermo
- 2009 - La voce dei vinti di Monica Centanni, protagonista, Teatri Stabili di Palermo e del Veneto
- 2009 - Mi chiamo Antonino Calderone di Dacia Maraini, protagonista unico, regia di Pino Caruso, Teatro Stabile di Palermo
- 2010 - Empedocle, il carceriere del vento, protagonista
- 2010 - Il berretto a sonagli di Luigi Pirandello, protagonista, regia Giuseppe Dipasquale, Stabili di Catania e Palermo
- 2012 - Pinocchio, versione teatrale e regia di Pino Caruso del romanzo Le avventure di Pinocchio di Carlo Collodi, Teatro Stabile di Palermo
- 2012 - Il gioco delle parti di Luigi Pirandello, protagonista, regia di Nando Sessa, Compagnia De Curtis
- 2013 - Il berretto a sonagli di Luigi Pirandello, protagonista, regia Francesco Bellomo
- 2015 - Non si sa come di Luigi Pirandello, protagonista, regista, elaboratore del testo, Teatro Biondo Stabile di Palermo

## Filmografia

### Cinema
- Il gattopardo, regia di Luchino Visconti (1963)
- La più bella coppia del mondo, regia di Camillo Mastrocinque (1968)
- La mano (La main), regia di Henri Glaeser (1969)
- Gli infermieri della mutua, regia di Giuseppe Orlandini (1969)
- Un elmetto pieno di... fifa (Le mur de l'Atlantic), regia di Marcel Camus (1970)
- Quella piccola differenza, regia di Duccio Tessari (1970)
- Gli amici degli amici hanno saputo, regia di Fulvio Marcolin (1973)
- Malizia, regia di Salvatore Samperi (1973)
- La seduzione, regia di Fernando Di Leo (1973)
- La governante, regia di Giovanni Grimaldi (1974)
- Vacanze di sangue (Dupont Lajoie), regia di Yves Boisset (1975)
- L'ammazzatina, regia di Ignazio Dolce (1975)
- La donna della domenica regia di Luigi Comencini (1975)
- Dimmi che fai tutto per me, regia di Pasquale Festa Campanile (1976)
- Il marito in collegio, regia di Maurizio Lucidi (1977)
- Il... Belpaese, regia di Luciano Salce (1977)
- Sedotto e violentato, episodio di Ride bene... chi ride ultimo, regia di Pino Caruso (1977)
- Gegè Bellavita, regia di Pasquale Festa Campanile (1978)
- Il ficcanaso, regia di Bruno Corbucci (1980)
- L'esercito più pazzo del mondo, regia di Marino Girolami (1981)
- Canto d'amore, regia di Elda Tattoli (1982)
- Scugnizzi, regia di Nanni Loy (1989)
- Per quel viaggio in Sicilia, regia di Egidio Termine (1991)
- La strategia della maschera, regia di Rocco Mortelliti (1998)
- La matassa, regia di Giambattista Avellino, Ficarra e Picone (2009)
- Abbraccialo per me, regia di Vittorio Sindoni (2016)

### Televisione
- La lotta dell'uomo per la sua sopravvivenza – serie TV, 10 episodi (1970)
- Finalmente domenica – varietà TV (1972)
- Dove sta Zazà – varietà TV (1973)
- Lei è colpevole, si fidi! – film TV (1985)
- Ultimo – miniserie TV (1998)
- Non lasciamoci più – serie TV, 1 episodio (1999)
- Carabinieri – serie TV, 23 episodi (2002-2003)
- L'onore e il rispetto – serie TV, 2 episodi (2006)
- Eravamo solo mille – film TV (2007)
- Un Natale per due – film TV (2011)
- Squadra antimafia 7 – serie TV, 7 episodi (2015) - Ruolo: Alfio Corvo
- Solo – serie TV, episodio 1 (2016)

## Doppiaggio
- Aldo Puglisi in La ragazza con la pistola
- Tano Cimarosa in Per grazia ricevuta
- Francesco Angelucci in Gli altri racconti di Canterbury
- John Cleese in Monty Python e il Sacro Graal
- Militante EVIS in Salvatore Giuliano
- Giuseppe Lo Presti in Virilità

## Radio

### Programmi radiofonici
- Rai
  - L'affare Ribadieu (1971) - prosa
  - Il distintissimo (1976) di (e con) Pino Caruso, regia di Riccardo Mantoni - varietà
  - L'ora è fuggita (1978) di Guardì, Di Pisa, Caruso, con Pino Caruso - varietà
  - Stasera a Via Asiago 10 (1997) - varietà
  - La Governante di Vitaliano Brancati (2006) - prosa

## Pubblicazioni
- L'uomo comune, racconti, Edizioni Novecento, 1987.
- L'uomo comune (edizione ampliata e rinnovata), racconti, Marsilio, 2005.
- Il silenzio dell'ultima notte, Editore Flaccovio, 2009.
- Ho dei pensieri che non condivido, 
A&B Editrice, 2009.
- Appartengo a una generazione che deve ancora nascere (aforismi storie, personaggi e ragionamenti sullo stato attuale del mondo), ERI-RAI (Mondadori), 2014.
- Il senso dell'umorismo è l'espressione più alta della serietà (aforismi storie, personaggi e ragionamenti sullo stato attuale del mondo), Alpes editore, 2017.
- Se si scopre che sono onesto, nessuno si fiderà più di me (aforismi storie, personaggi e ragionamenti sullo stato attuale del mondo), Alpes editore, 2017.